# Happiness (альбом Хелены Юсефссон)
Happiness (рус. Счастье) — третий студийный сольный альбом шведской инди-поп певицы Хелены Юсефссон на шведском языке, вышедший 16 октября 2015 года. Альбом записан в сотрудничестве со шведской джаз-группой Kontur и включает в себя кавер версии известных песен, исполненных в стиле инди-джаз.
По словам Хелены Юсефссон альбом был записан всего за два дня. Сведён и отредактирован Давидом Карлссоном в Gula Studion в 2014—2015 гг. В оформлении альбома использованы фотографии Патрика Юнгберга и Мартиника Юсефссона. Последний также выступил дизайнером общего вида диджи-пака. Альбом вышел на студии Periferi Records.
Релиз альбома состоялся 16 октября 2015 года. По случаю релиза в музыкальном клубе-магазине Folk å Rock в Мальмё состоялся мини-концерт, на котором музыканты исполнили несколько песен с пластинки, а также автограф-сессия. На следующий день в Театре Виктория в Мальмё прошёл полноценный джазовый концерт (в двух отделениях с антрактом), на котором были исполнены песни из альбома, а также кавер Бейонсе «Halo» (видео). Другие концерты прошли в шведских городах Норрчёпинг, Ландскруна и Истад.

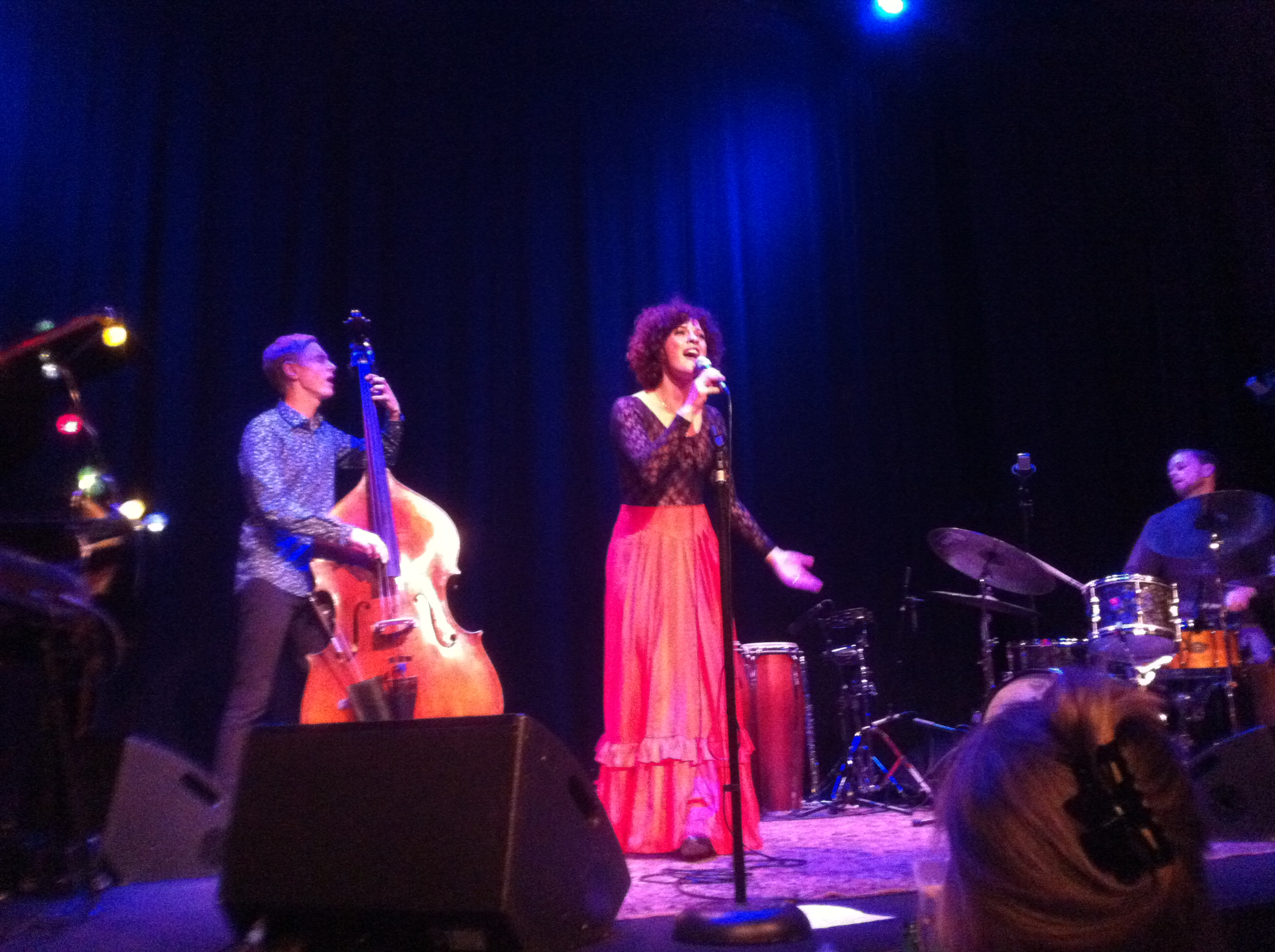
Хелена Юсефссон и музыканты группы Kontur на премьерном концерте 17.10.15 в Мальмё.

После выхода первого сингла из этого альбома в марте 2015 года шведская пресса положительно отозвалась об этом сингле (кавер на песню «Time after time», позднее вошедшую в альбом). После выхода самого альбома в октябре 2015 года портал Nöjesguiden опубликовал его обзор и называет в частности исполнение песни «Det vi saknar ni (i världen)» «великолепным».
Южношведская газета «Sydsvenskan» также опубликовала статью по случаю выхода альбома и интервью с певицей: в частности она рассказала, что на создание пластинки её вдохновляли The Cure, Duran Duran, Lana Del Rey, Dusty Springfield, Velvet Underground и Долли Партон. Обозреватель газеты пишет, что альбом соответствует «истинным стандартам джаза» (швед. Tvättäkta jazzstandards) и указывает, что на премьерный концерт по случаю релиза альбома, хоть некоторые песни и записаны на шведском языке, приехали поклонники из Германии, Польши и России.
30 октября 2015 года музыканты сыграли получасовой концерт в студии шведской радиостанции Р4 (англ.). Запись концерта, а также интервью Фредрика Элиассона с Хеленой Юсефссон доступны на сайте радиостанции.

## Музыканты
- Хелена Юсефссон — вокал
- Группа Kontur:[1]

- Улоф Лёфгрен (Olof Löfgren) — рояль
- Кристиан Римсхюльт (Kristian Rimshult) — контрабас
- Андреас Бав (Andreas Baw) — ударные

- Магнус Тингсек (англ.) — вокал (на песне «Det vi saknar nu»)
- Маттиас Карлсон — саксофон (на песне «Det vi saknar nu»)
- Андреас Стигссон — флейта (на песнях «Sunday morning» и «Det vi saknar nu»)
- Дидрик Юсефссон — дополнительный вокал (на песне «Sunny afternoon»)

## Список композиций
1. «You don’t have to say you love me» (3:31)
2. «Det vi saknar nu (i världen)» — с Магнусом Тингсеком (3:44)
3. «Happiness» (3:07)
4. «Sunday morning» (4:13)
5. «Ordinary world» (6:02)
6. «Sunny afternoon» (4:17)
7. «Time after time» (4:12)
8. «Close to me» (3:59)
9. «Ride» (6:49)
10. «Little sparrow» (5:17)
11. «Det vi saknar nu (i världen) epilog» (3:45)

Все песни в альбоме являются кавер-версиями известных хитов. Они публикуются с согласия авторов и издающих компаний. Единственная песня «Happiness», давшая название альбому, была написана Хеленой Юсефссон и является оригинальным треком.
Композиция «Time After Time» британской поп-группы The Beloved записана в их альбоме, который также называется Happiness.

### Описание песен
1. «You Don’t Have to Say You Love Me». Оригинальный исполнитель: Дасти Спрингфилд. Это англоязычная версия оригинальной песни «Io che non vivo (senza te)» (1965). Автор оригинальной песни: Вито Паллавичини, автор английского текста: V. Wickham + Simon Napier-Bell[англ.]. Композитор: Pino Donaggio[англ.].
2. «Det vi saknar nu (i världen)». Автор оригинальной песни Берт Бакарак + Хэл Дэвид. Шведский текст для песни написала Хелена Юсефссон с разрешения правообладателей, компании New Hidden Valley Music ADM by Warner/Chappell Music Scandinavia AB + BMG Rights Management (UK) LTD.
3. «Happiness». Единственная песня в альбоме, полностью написанная Хеленой Юсефссон. Певица рассказывает, что придумала мелодию и текст песни, когда была в очень грустном настроении, возвращаясь домой на велосипеде из тренажёрного зала.[8]
4. «Sunday Morning». Написана Джоном Кейлом и Лу Ридом. Публикуется EMI Music Publishing + Universal Music Publishing.
5. «Ordinary World». Песня британской группы Duran Duran из альбома The Wedding Album (1993). Авторы: Саймон Ле Бон + Ник Роудс + Джон Тейлор + Уоррен Куккурулло. Публикуется BMG Gold songs, a BMG Company, 1992 год. Исполнение кавера публикуется с разрешения правообладателей.
6. «Sunny Afternoon[англ.]». Оригинальный исполнитель: The Kinks. Автор: Рэй Дэвис. Публикуется: Carlin Music Corp.
7. «Time After Time». Авторы: Синди Лопер + Rob Hyman[англ.]. Публикуется: Sony ATV + Warner/Chappell Music + Rellla Music Corp + DUB Notes
8. «Close to Me[англ.]». Оригинальный исполнитель: The Cure. Автор: Роберт Смит. Публикуется: Universal Music Publishing.
9. «Ride». Авторы: Джастин Паркер + Элизабет Грант. Публикуется: Sony/ATV Music Publishing.
10. «Little Sparrow». Автор и оригинальный исполнитель: Долли Партон. Публикуется: Velvet Apple Music + EMI Music Publishing.
11. «Det vi saknar nu (i världen) epilog». Авторы: Берт Бакарак + Хэл Дэвид. Публикуется: New Hidden Valley Music ADM by Warner/Chappell Music Scandinavia AB + BMG Rights Management (UK) LTD.

## Синглы
1. «Time after time» (25 марта 2015) — iTunes
2. «Happiness» (22 сентября 2015) — iTunes[9]

## Турне
В поддержку альбома музыканты дали несколько концертов в Швеции в 2015 году:
- 8 октября — Klubb Boogaloo — Норрчёпинг
- 16 октября — Folk å Rock — Мальмё (релиз альбома)
- 17 октября — Victoria teatern — Мальмё
- 24 ноября — Ystad Theater — Истад
- 25 ноября — Landskrona Theater — Ландскруна

Релиз-концерт в Мальмё положительно, но без восторга (3/5), оценила шведская газета Skånska Dagbladet, особо отметив игру музыкантов группы Kontur.